# 믿음의 빛
《믿음의 빛》은 대한민국의 방송국 기독교방송의 라디오 채널 CBS 표준FM에서 매주 일요일 오전 6시 35분 ~ 오전 7시까지 방송됐던 라디오 프로그램이다.
2014년 6월 22일에 기존 복음의 메아리 방송시간에 신설되었다.
2015년 CBS 가을개편으로 종전 오후시간대에 방송됐던 '믿음위에 서서' 프로그램이 이 시간으로 이동됨으로 인해 폐지되었다.

## 담당 목사
- 한국기독교선교 100주년기념교회 이재철 목사

## 같이 보기
- CBS 표준FM